# Ortrun Landmann
Ortrun Landmann (* 11. Mai 1937 in Stettin) ist eine deutsche Musikwissenschaftlerin.

## Leben
Ortrun Landmann ist Tochter des Flugzeugkonstrukteurs und Hochschullehrers Hermann Landmann. Nach Studium und Promotion an der Universität Rostock war sie wissenschaftliche Mitarbeiterin der Dirigenten Otmar Suitner und Herbert Blomstedt sowie der Musikabteilung der Sächsischen Landesbibliothek. Von 1987 bis zu ihrer Pensionierung leitete sie die RISM-Arbeitsstelle Dresden an der Landesbibliothek.
Den Schwerpunkt ihrer musikgeschichtlichen Arbeiten bildet die Musik am kursächsischen Hof zu Dresden und das Wirken der Sächsischen Hofkapelle.

## Werke
(Auswahl)
- Über das Musikerbe der Sächsischen Staatskapelle (2009, Volltext, 2. Ausgabe, 2010, Volltext).
- Zu den Dresdner Hofnotisten des 18. Jahrhunderts. Sieben Thesen und ein Anhang (2014, Volltext).
- Das Dresdner Opernarchiv in der Sächsischen Landesbibliothek – Staats- und Universitätsbibliothek Dresden. CD-ROM-Katalog mit Begleitband, hrsg. von der SLUB und der RISM-Arbeitsgruppe Deutschland, München 2002.
- Katalog der Dresdener Hasse-Musikhandschriften. CD-ROM-Ausgabe mit Begleitband, hrsg. von der RISM-Arbeitsgruppe Deutschland, München 1999.
- Die Telemann-Quellen der Sächsischen Landesbibliothek. Handschriften und zeitgenössische Druckausgaben seiner Werke. Studien zur Musikgeschichte Dresdens, Heft 4, Dresden 1983.
- Die Dresdener italienische Oper zwischen Hasse und Weber. Ein Daten- und Quellenverzeichnis. In: Studien und Materialien zur Musikgeschichte Dresdens, Heft 2, Dresden 1976.
- Quellenstudien zum Intermezzo comico per musica und zu seiner Geschichte in Dresden, Phil. Dissertation, Rostock 1972.